# Pajong
Pajong of pajoeng (Indonesisch: payung, Javaans: songsong) is in het Nederlands vooral de parasol, gebruikt als onderscheidingsteken voor hoogwaardigheidsbekleders in Nederlands-Indië, het huidige Indonesië.

## Herkomst van het woord

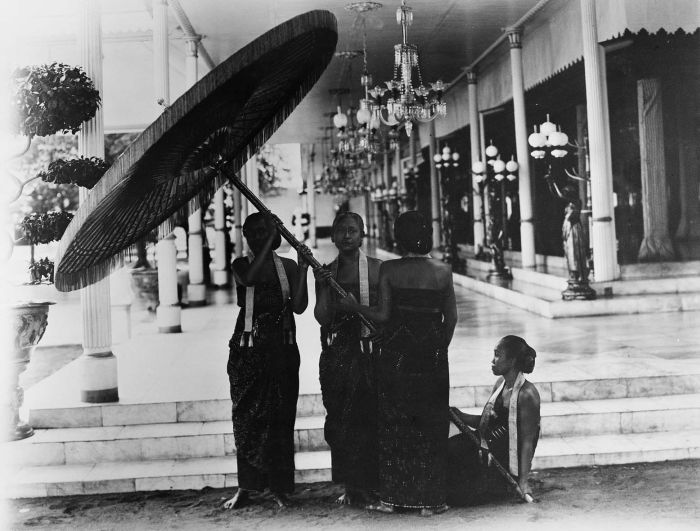
Hofdames met de pajong van de Soesoehoenan van Soerakarta

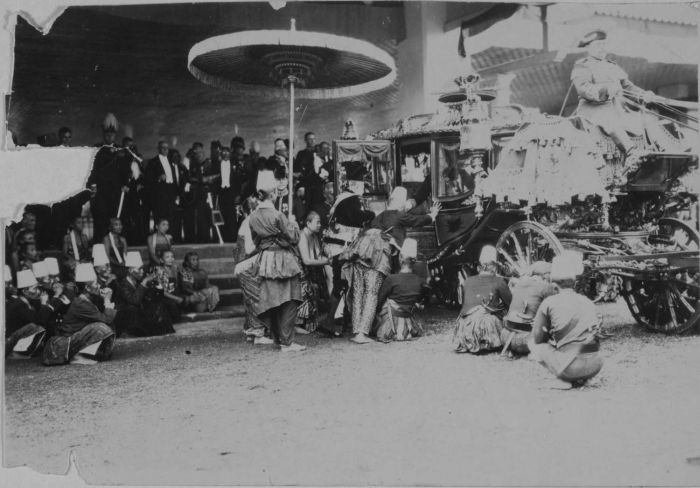
Ook tijdens het instappen in de koets wordt de pajong van Pakoeboewono X van Soerakarta, de Soesoehoenan van Soerakarta boven zijn hoofd gehouden

Het woord payung heeft in talen als het Maleis, Javaans of Soendanees de alledaagse betekenis parasol of draagbaar scherm tegen felle zonnestraling. Er is geen apart woord voor paraplu, ook een draagbaar regenscherm is een payung. De brede betekenis omvat ook "valscherm" of "parachute". Het wordt ook figuurlijk gebruikt in de zin van scherm of bescherming.

## Vorstelijk onderscheidingsteken
Uit oude afbeeldingen, bijvoorbeeld de reliefs op de Borobudur, blijkt dat vorsten in Azië al eeuwenlang begeleiders met een draagbaar zonnescherm kenden. Dit is te vergelijken met het baldakijn in Europa.
Afgezien van het praktisch nut was het dus vooral een symbool van vorstelijke of adellijke waardigheid. Op Java bestond er een uitgewerkt stelsel waarbij de rang van de hoogwaardigheidsbekleder bepaalde of hij met een pajong begeleid mocht worden en welke kleur die dan hoorde te hebben. 
De hoogste, keizerlijke waardigheid gaf het recht een gouden pajong te voeren.
In Boni op Celebes was de teddoem poelawangé, een gouden pajong, een onmisbaar kenteken van de vorstelijke waardigheid.
Bij het maken van staatsieportretten was het gebruikelijk om ook de pajong af te beelden. 
De pajong bracht veel prestige met zich mee en wie van een voorouder kon zeggen "Adoe... men droeg voor haar de pajong..." gaf daarmee aan een adellijke afstamming te bezitten.

## Uitvoering
De pajong is een rond, opvouwbaar zonnescherm, doorgaans gemaakt van geolied papier of textiel. Als teken van waardigheid werd de pajong overal meegedragen, ook wanneer hij niet als bescherming tegen de zon werd gebruikt. Als een vorst zich per koets verplaatste, zou zijn snelheid beperkt worden door het tempo van de dragers van de pajong. Daarom werd de pajong soms aan de koets bevestigd.
Dat inheemse vorsten in Nederlands-Indië op hun dienstauto geen vlaggetje, maar een kleine pajong voerden, laat zien dat de pajong tot in de 20e eeuw een krachtig symbool bleef.

## Gebruik door de koloniale overheid

Gouvernements-pajongs volgens het Gouvernements-Besluit

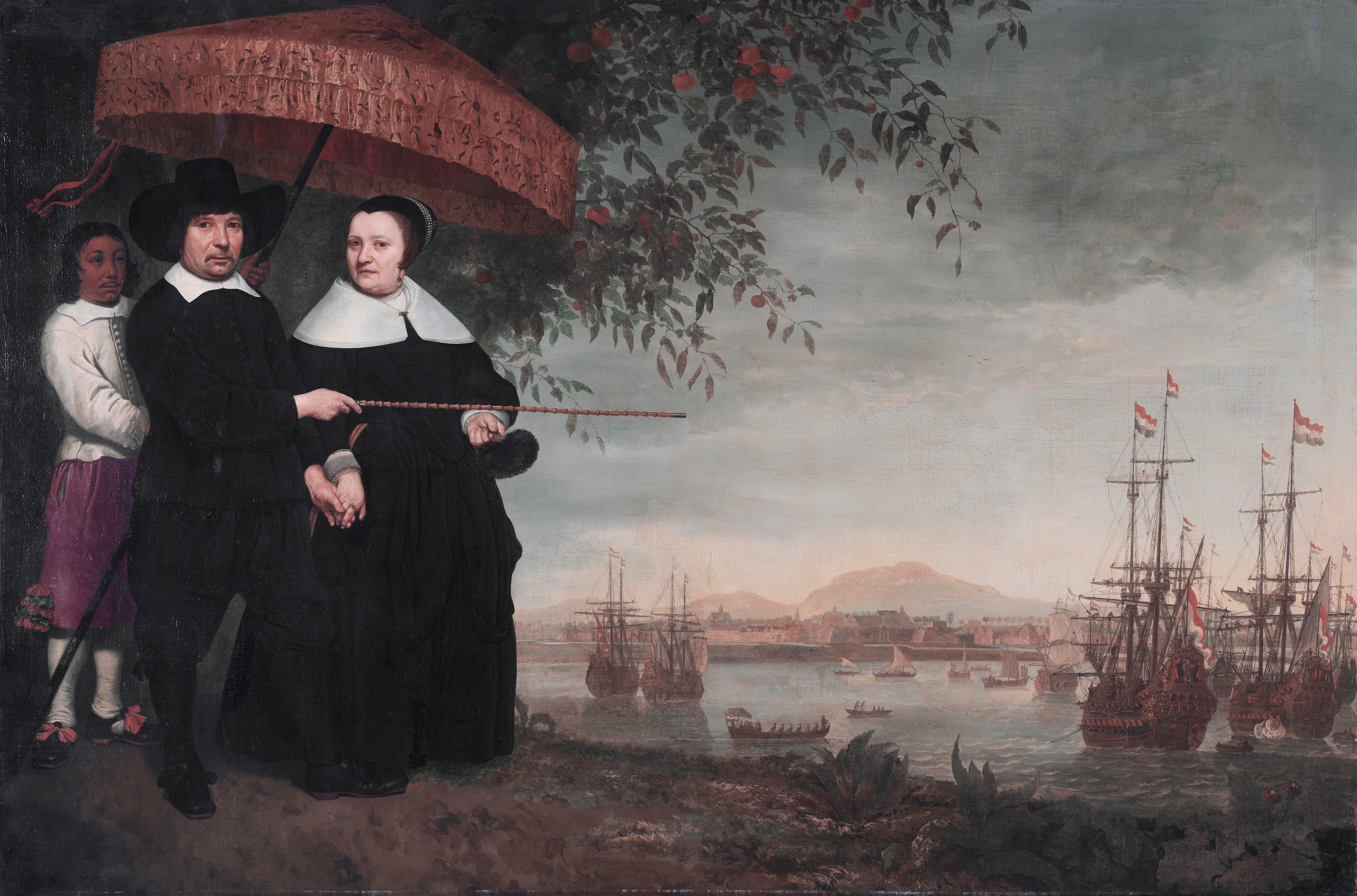
Op dit schilderij van Albert Cuyp draagt men de pajong boven het hoofd van twee vooraanstaande Europeanen

In de koloniale periode zocht het Binnenlands Bestuur eerst bewust aansluiting bij de symboliek die de bevolking al kende. Ook voor hogere ambtelijke functies die Nederlanders bekleedden waren pajongs voorgeschreven. De afmeting, kleuren en versieringen (doorgaans vergulde randen) werden bij gouvernementeel besluit per functie voorgeschreven en konden per gebied verschillen. Echtgenotes was het ook toegestaan de pajong van hun man te gebruiken. De voortgaande modernisering van het bestuur in Nederlands-Indië leidde ertoe dat Van Heutsz de pajong als onderscheidingsteken in 1905 weer afschafte.
De koloniale overheid regelde ook wat voor pajongs bepaalde ambtenaren in het Inlands Bestuur mochten voeren. Het gebruik van de pajong als teken van waardigheid werd ook heel praktisch benaderd. Om het belang van inenting tegen besmettelijke ziekten te onderstrepen, kregen vaccinateurs al in 1824 het recht om een pajong te voeren.